# Égletons

 Égletons  (en occitano Aus Gletons) es una comuna y población de Francia, en la región de Lemosín, departamento de Corrèze, en el distrito de Tulle. Es la cabecera y mayor población cantón de su nombre.
Su gentilicio francés es Égletonnais.
Su población en el censo de 2008 era de 4396 habitantes.
Está integrada en la Communauté de communes de Ventadour , de la que es la mayor población.

## Demografía
| 3201 | 3669 | 4608 | 4590 | 4487 | 4087 | 4396 |
| Para los censos de 1962 a 1999 la población legal corresponde a la población sin duplicidades (Fuente: INSEE [Consultar]) |      |      |      |      |      |      |